# Opanets
Opanets (bulgariska: Опанец) är ett distrikt i Bulgarien.   Det ligger i kommunen Obsjtina Pleven och regionen Pleven, i den centrala delen av landet, 130 km nordost om huvudstaden Sofia.
Trakten runt Opanets består till största delen av jordbruksmark. Runt Opanets är det ganska tätbefolkat, med 179 invånare per kvadratkilometer.